# Экотехнопарк Калуга
Экотехнопарк «Калуга» — российское предприятие по обращению с бытовыми отходами, находится в деревне Михали Износковского района Калужской области. Годовая мощность комплекса — до 1,8 млн тонн, производительность двух сортировочных комплексов — по 500 тысяч тонн в год. Общая площадь предприятия 1600 гектаров. Экотехнопарк «Калуга» предназначен для приема твердых коммунальных отходов IV (малоопасные) и V класса (практически неопасные). В декабре 2019 года был завершен первый этап строительства, в связи с чем на объект приехали заместитель председателя правительства России Алексей Гордеев, мэр Москвы Сергей Собянин и губернатор Калужской области Анатолий Артамонов.

## Расположение
Руководство экотехнопарка выбирало площадку исходя из удаленности от населенных пунктов и гидрологическое строение почвы. Был выбран участок около деревни Михали, где обнаружили естественный водоупорный слой глины, который создает естественную гидроизоляцию и защищает грунтовые воды от попадания дождевых и талых вод и других посторонних веществ. Кроме того, здесь в санитарно-защитную зону не попадают объекты жилой застройки — до ближайшего жилого дома более трех километров.

## Технологии
Работа комплекса полностью автоматизирована — обеспечивает её диспетчерский центр. Система экомониторинга воздуха и земли работает на уровне 150, 70 и 25 м. В зоне сортировки большой барабан-грохот удаляет из отходов органическую составляющую, а автоматические сепараторы отделяют полезные компоненты: черные и цветные металлы, стекло, бумагу, пластик и т. д. Люди контролируют только технологический процесс. На предприятии используется оборудование из Германии и Австрии.
Безопасность на объекте контролируют 612 камер и многочисленные интеллектуальные системы (система контроля доступа, распознавания лиц и техники, регистрационных номеров и т. д.). Это полностью исключает возможность неофициального въезда на объект: номера автомобилей считываются автоматически, если номера нет в базе данных, то шлагбаум не откроется. Все машины проходят визуальный и радиационный контроль, взвешиваются и затем допускаются в сортировочный комплекс.

## Экологическая безопасность
Безопасность окружающей среды обеспечивают современные очистные сооружения, специальный защитный экран, который не дает стокам с полигона и дождям попадать в грунтовые воды. Зоны размещения неутилизируемых остатков снизу защищены тремя слоями геосинтетических материалов: бентонитовыми матами, геосмембраной и матами 3D. Первый слой мат из бентонитовой глины обеспечивает отходам гидрозащиту, которую дает метровый слой глины. Этот слой водонепроницаем и обладает свойством самовосстановления. Второй слой — очень прочный и полностью водонепроницаемый. Третий слой обеспечивает равномерное распределение воздуха между слоями.
Система полностью исключает попадание загрязнений в грунтовые воды и появление неприятного запаха. 45-тонные катки прессуют отходы и грунт послойно. Между слоями не остается воздуха, что предотвращает размножение бактерий. По периметру расположены датчики, которые определяет качество грунтовых вод.
Проект экотехнопарка прошел экспертизу Росприроднадзора, Ростехнадзора и профильных ведомств Калужской области.

## Критика
О строительстве экотехнопарка местные жители узнали в начале 2017 года. Речь шла об участке между двумя деревнями — Михали и Межетчина. Идею строительства мусорного полигона местные жители восприняли резко негативно, предполагая, что скоро полигон площадью 248 гектаров превратится в мусорную свалку. Жители деревень Михали и Межичино собрали подписи и написали письмо районным депутатам. Позже для строительства экотехнопарка был выбран другой участок площадью 1600 гектаров недалеко от деревни Михали.